# Nordamerikas ursprungsbefolkning
Nordamerikas ursprungsbefolkning består av indianer, inuiter, aleuter och yupiker. Forskningen har delat in den nordamerikanska ursprungsbefolkningen i ett antal kulturområden: det arktiska, subarktiska, Kaliforniens, Great Basins, det nordöstra, nordvästkustens, präriens, platåområdets, det sydöstra, det sydvästra kulturområdet.

## Kulturområden
Forskningen har delat in den nordamerikanska ursprungsbefolkningen i 10 kulturområden. Olika forskare har haft olika indelningar. Den första indelningen av Amerika i kulturområden designades av Otis Mason 1896. Han delade in hela den dubbla kontinenten Amerika i 19 kulturområden, varav 11 låg i Nordamerika: Arktis, Athapaska, Algonquin, Irokeserna, Muskhogee, Slätterna, Norra Stillahavskusten, Columbia Runoff, Inner Basin, California-Oregon, Pueblo. Efter ett annat utkast från 1899 med 10 kulturområden i Nordamerika, anpassade han återigen sin klassificering av Nordamerika 1907 till de senaste rönen och kom nu fram till 12 områden: Arktis, Yukon-Makenzie, St. Lawrence och Lake Region, Atlanten, Gulf Coast, Mississippi Valley, Plains, Northern Pacific Coast, Columbia-Frazer Region, Inner Basin, California-Oregon, Pueblo.
År 1912 skapade Clark Wissler en klassificering av Nordamerika med 10 kulturområden: Arktis, Mackenzie, norra Stillahavskusten, platån, slätterna, Kalifornien, sydvästra, sydöstra, östra skogslandet, Mexiko och Centralamerika. 1914 delade William Holmes in området nordamerikanska i 11 kulturområden, huvudsakligen baserat på arkeologiska snarare än etnografiska särdrag. År 1939 modifierade Alfred Kroeber Wisslers klassificering. Han utarbetar kulturella kontraster och likheter mer exakt. Detta resulterade i de 10 kulturområdena i Nordamerika, som i stort sett är obestridda idag. År 1976 publicerade antropologerna David E. Hunter och Phillip Whitten en modell av kulturområden i världen som är mer inriktad på vegetationszoner och traditionell markanvändning än äldre modeller. Uppdelningen av Nordamerika motsvarar dock i stort sett områdena hos Kröber. Den indelning som nu dominerar är baserad på geografiskt och ekologiskt likartade områden. Inom varje kulturområde finns likheter i kulturerna men det finns också olika kulturella variationer. Vissa av dessa varianter har i tidigare forskning betraktats som egna kulturområden.

Frågan om hur stor den amerikanska urbefolkningen var i Nordamerika norr om Mexico före Columbus upptäckt 1492 är omstridd. James Mooney gjorde 1910 en uppskattning på 1,1 miljoner. Han uppskattning byggde på osäkra källor främst från ofullständiga berättelser från européernas första kontakter med olika urfolk. Senare forskare menar att hans uppskattning var för låg och uppskattar befolkningen som flera gånger större. Uppskattningarna varierar mellan 2 och 18 miljoner och moderna forskare uppskattar den troligaste siffran till 7 miljoner. Omkring 1500 fanns cirka 600 autonoma samhällen (stammar, ursprungsnationer) av ursprungsbefolkningen vilket var en stor mångfald. Desa grupper kan indelas i 12 olika språkgrupper med språk som ibland var mycket olika.

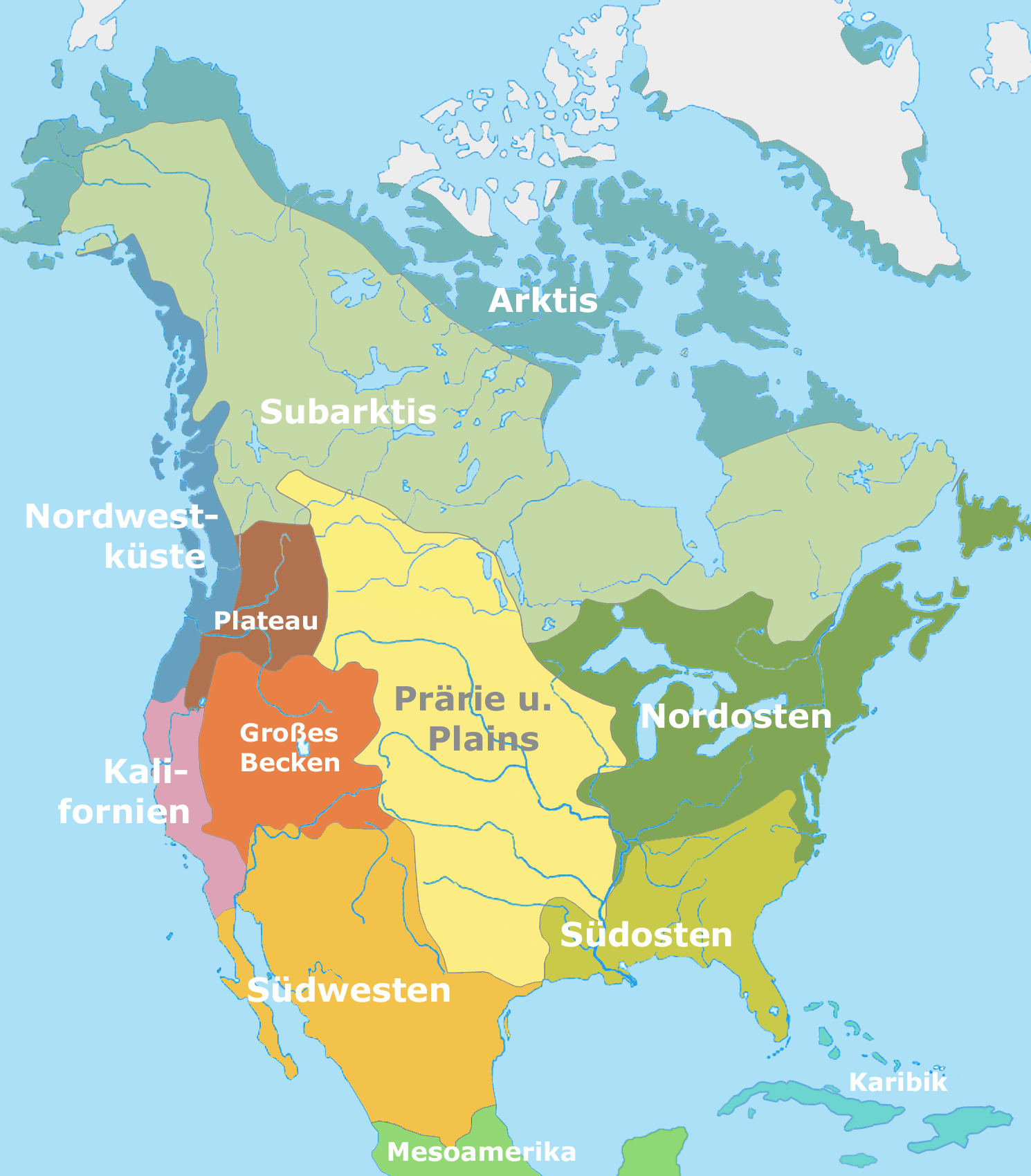
Nordamerikanische kulturområden

## Arktiska området

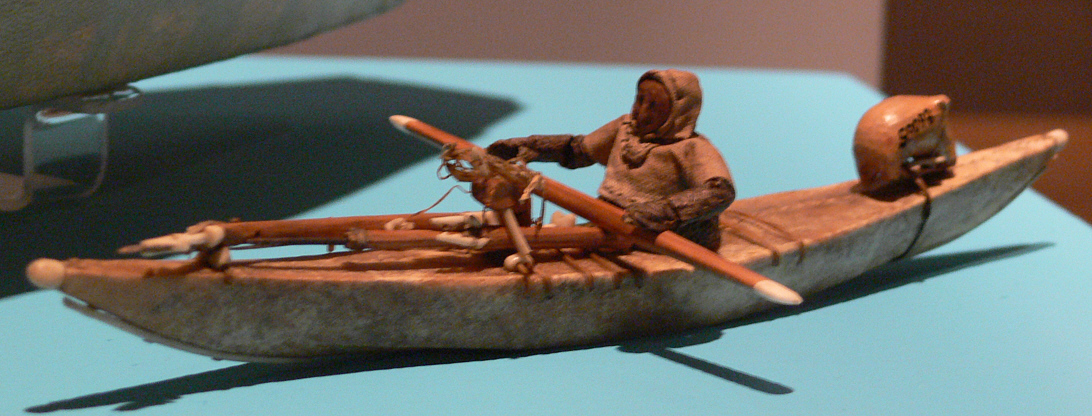
Kajaken och harpunen tillhör de karaktäristiska föremålen i det arktiska kulturområdets materiella kultur.

Det arktiska kulturområdet sammanfaller med den geografiska och klimatologiska avgränsningen av Arktis i Nordamerika. Juliisotermen för 10°C överensstämmer därvid i stor utsträckning med trädgränsen och gränsen för sammanhängande permafrost. Klimatiskt kännetecknas området av långa, kalla och mörka vintrar samt korta, svala och ljusa somrar. Ringa nederbörd ger ett tunt snötäcke. Området som har en enorm utsträckning, från väster till öster över 10 000 kilometer, bebos av människor tillhöriga den eskimåisk-aleutiska språkgruppen; från väster aleuter på de Aleutiska öarna, sedan eskimåer: yupiker i södra Alaska och östra Sibirien, iñupiaq i norra och nordvästra Alaska samt egentliga inuiter från västra Yukon och Northwest Territories, över Nunavut till Grönlands östkust.  

### Ekonomi och materiell kultur
Den permanent frusna marken i området är till största delen bevuxen med lavar och mossor. Med undantag av vissa områden i sydvästra och norra Alaska samt väster om Hudson Bay har kulturen varit fokuserad på jakt av  havsdäggdjur; i väster framförallt valfångst, i norr säljakt genom isen på vintern.  Kosten för aleuterna och eskimåerna vid kusten bestod av sälar, valrossar och valar. Deras kost kompletterades med skaldjur, musslor, bär, vilda frukter och på sommaren var caribou ett viktigt jaktbyte. Den var huvudföda för stammarna i inlandet. De anpassade sig till klimatförhållandena och rörde sig antingen i kajaker eller med slädar. Harpunen var deras viktigaste jaktredskap. Den materiella kulturen kännetecknas av kajaker, umiaker, harpuner, hundslädar och igloo. I motsats till vad många tror bodde de etniska grupperna, som var utspridda i små grupper, bara i igloos när de jagade och reste. Deras huvudsakliga bostad var gjord av drivved, stenar, valskägg, pälsar och torvplattor. Enkla, släktskapsbaserade, samhällsformer dominerade. En big man i form av en umialik (ordagrant: ägare av en umiak) var ofta den karismatiske ledaren i lokalsamhället. Där valen var det mest framträdande jaktbytet var den sociala stratifieringen mer utpräglad än i lokalsamhällen som var beroende av sälen och renen. Både polygyni och polyandri förekom över hela kulturområdet. 
De europeiska kolonisatörerna kom relativt tidigt i kontakt med stora delar av området. I Alaska var det pälsjägare och det Rysk-amerikanska kompaniet samt den ryska ortodoxa kyrkan som dominerade kolonisationen från 1784. I det centrala delarna av området var det Hudson Bay-kompaniet som verkade från 1670. På Grönland tog kolonisationen sin början med den lutherske missionären Hans Egede 1721. Missionsverksamheten följdes snart av ett danskt kungligt  handelskompani, Den Kongelige Grønlandske Handel, som styrde Grönland ända till 1950.

### Religioner
Religiöst dominerade schamanismen. De etniska religionerna i amerikanska Arktis var avgjort animistiska, det vill säga naturfenomen ansågs vara besjälade, och eftersom djuren spelade den viktigaste rollen för att skaffa föda i dessa kulturer var djurandar särskilt viktiga. Bland eskimåfolken var dessa djurarters andar ("Inua"), inte enskilda djurs andar.  Över dessa djurandar stod ofta en "djurens herre" som en gudalik varelse (som Sedna bland inuiterna). Det fanns många tabun som man var tvungen att iaktta när man jagade eller bearbetade animaliska produkter för att blidka de motsvarande andarna. Den religiösa kulten var i första hand individualistisk. Endast vid allvarliga sjukdomar, jaktmagi och tabubrott kallades nekromantikern, känd av inuiterna som angakkoq in som specialist. På grund av stora likheter med de paleo-sibiriska folken räknas eskimåfolken av vissa författare som en del av den klassiska sibiriska shamanismen.

## Subarktiska området

### Klimat och kultur

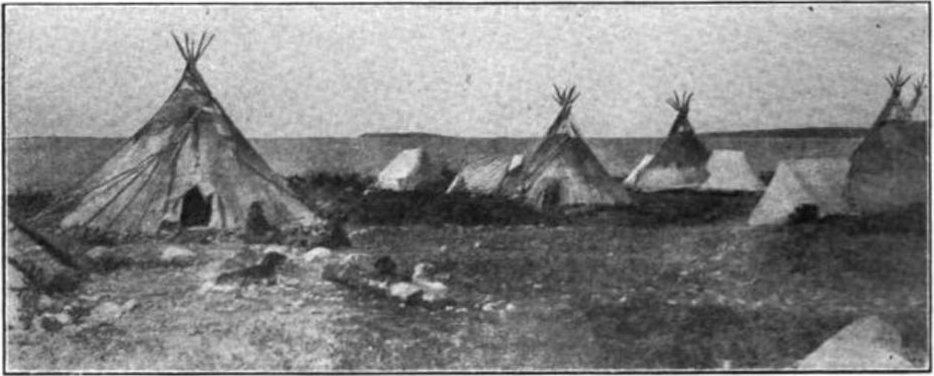
Tältkåtor tillhöriga Dogrib, ett athabaskisktalande folk, vid Great Slave Lake 1907.

Subarktis omfattar vidsträckta boreala skogsområden från centrala Alaska till St. Lawrencefloden. Det subarktiska eller boreala kulturområdet har en befolkning som levde och lever i tajgan och på skogstundran i vad som nu är Kanada och Alaska. Klimatet kännetecknas av korta somrar och långa kalla vintrar med mycket nederbörd i form av snö. I väster bor athabaskisktalande folk och i öster algonkintalande. Lokalsamhälle kännetecknades av låg befolkningstäthet och enkla samhällsformer (familjegrupper om 25-30 personer), med stort personligt oberoende. De subarktiska indianerna bodde i olika bostäder, allt från stångtält till gavelförsedda trähyddor till kupolformade wigwams. De utspridda små grupperna kände varken till överordnade stamförbund eller permanenta bosättningar. Makten var inte nämnvärt centraliserad till en person. Karaktäristiska föremål i den materiella kulturen var björknäverkanoten för sommarresor och snöskon och toboggan för vinterfärder, men hunden som dragare introducerades först efter mötet med européerna. De viktigaste stammarna var de två algonkintalande folken Anishinabe och Cree. Skogen erbjöd indianerna gott om mat: skogskaribou, skogsbison, rådjur och älg. Längs floderna och kusterna var det mycket fiske. Insamling av bär, lönnsirap, ätligt gräs, perenner och rötter täckte vitaminbehovet.

### Jakt och försörjning
Trots det geografiska läget långt från de europeiska jordbrukande kolonisatörernas bosättningsområden, drogs det subarktiska kulturområdets folk tidigt in i ett materiellt kulturutbyte genom Hudson Bay-kompaniets etablering av handelsstationer i Hudson Bay och James Bay. Det ursprungliga, religiöst sanktionerade, nära sambandet mellan människa-djur-natur, förhindrade inte att pälshandeln med lätthet kunde inordnas i existerande kulturmönster. Vid mitten av 1800-talet hade inte bara de flesta pälsdjur utrotats från de östra delarna av området, utan även ren och älg. Det betydde att folken var tvungna att övergå till att leva på småvilt och fisk, något som gav en sämre näringsstatus. I modern tid har området varit föremål en omfattande råvaruexploatering (först genom guldrushen i Klondike 1896) vilket djupare påverkat den inhemska kulturen. Folken undgick heller inte att redan från de första kontakterna drabbas av omfattande och förödande epidemier av europeiska sjukdomar, framförallt smittkoppor, mot vilka de saknade motståndskraft.

### Religioner
Djurandar spelade också i detta området  med subarktiska jägarkulturer en stor roll i de traditionella religionerna – både andarna för enskilda djur och andarna för hela djurartens beskyddande; i synnerhet som individuella personliga skyddsandar totemandar. De athabaskiska folken i nordväst  kände inte till några andemakter utöver detta, trodde de algonkinska folken i mellersta och östra England på Manitou, en slags panteistisk världssjäl som stod över alla andar. Denna idé var mycket svagare hos de subarktiska Cree och Innu än hos Anishinaabeg och andra stammar i övergångsområdet till det nordöstra lövskogsområdet. De senare etniska grupperna – särskilt Anishinaabeg och deras släktingar – hade en komplex karaktär av kollektiva ceremoniella samhällen, medan kulten annars var mycket individualistisk överallt bland andra folk. Riterna var i jaktens och sjukvårdens tjänst. Subarktiska medicinmän hade under lång tid inte samma centrala ställning som eskimåshamanerna utan var bara aktiva som helare.  I avskildheten i de kanadensiska skogarna förblev några av de gamla religionerna opåverkade ända fram till 1900-talet. Trots den officiella kristendomen lever många traditionella trosföreställningar kvar. Det är vanligt att utövning av två religioner. 

## Platån

### Kultur
Platåområdets ursprungsbefolkningar bodde mellan Stillahavskustens bergskedjor och Klippiga Bergen, i de inre delarna av Columbiaflodens och Fraser Rivers avrinningsområden, det vill säga i vad som idag är de inre delarna av British Columbia, Washington, Oregon samt norra Idaho, västra Montana och nordöstra Kalifornien. Höga berg och djupa dalar kännetecknar detta område. De västra delarna av landet, som ansluter till Stillahavskusten, ligger ganska lågt. Klippiga bergen i öster gör att landet nivå är över 3000 meter över havet. Överflödet av liv i vatten bestämde levnadsvillkoren för de mestadels bofast indianerna som bodde i området. Fisket, särskilt av lax, var grunden för försörjningen. Dieten kompletterades med vilda rötter, bär och vilt. Det omfattande fisket utvecklat en komplex teknik att fiska hos de etniska grupperna på platån. 

### Språk bostäder och social organisation
Viktigaste av de etniska grupper var Nlaka'pamux, de så kallade Flathead, Coeur d'Alene, Shuswap, Nez Percé och Modoc. De olika grupperna tillhörde språkfamiljerna Binnen- Salish, Kootenai och Sahaptin. De förbundna Salish- och Kootenai-stammarna lever i Flatheadreservatet (egentligen Montana Salish: Séliš u Ql̓ispé, Kutenai: k̓upawiȼq̓nuk). Regeringen i reservatet består av medlemmar av flera stammar förutom Salish Kootenai och Pend d'Oreilles och befolkningen är centrerad kring Flathead-indianreservatet. Folken i detta område kallades Flathead-indianer av européer som kom till området. Namnet användes om olika salish-folk, som praktiserade konstgjord kranial deformation. De moderna grupperna som förknippas med Flatheadreservatet har aldrig ägnade sig åt detta. 
Varje by hade sin hövding. Under laxfisket gavs dock ansvaret till en så kallad laxhövding. Ett annat viktigt inslag i detta kulturområde var den livliga handeln med närliggande etniska grupper. Bostäderna i detta kulturområde var av många olika slag. De omfattade allt från nedgrävda jordhus,  hyddor gjorda av träplankor, men även  tipier täckta med mattor av vide, bark eller djurhudar. En del av platåns nationer bodde i ljusa wickiups på sommaren och i mer solida hyddor på vintern.

### Religioner
Platåindianerna trodde på djurens skyddsandar precis som sina grannar i Subarktis. Salishfolkets religion var animistisk, och saknade viktiga myter och hade få ritualer. Den viktigaste religiösa händelsen i undomarnas liv var drömvakan. Efter att ha fastat i ensamhet i flera dagar uppmuntrades barnet att få en vision av andedjuret, som skulle bli hans eller hennes beskydd genom livet. Drömmar var den stora källan till andliga upplevelser, och barnen fick lära sig att tolka och förstå drömmar. Den viktigaste ceremonin var dansen till beskyddaranden, och näst efter kom skalpdansen i betydelse. Folken hade också medicinmän som helbrägdagörare.  Sjukdomar tillskrevs ofta häxeri. Medicinmannen identifierade den påstådda förövaren och tvingade honom att erkänna sin skuld. Den kristna synkretiska shakerkyrkan, som grundades av John Slocum i slutet av 1800-talet, är ett speciellt inslag i denna region. Den har fått sitt namn efter den trans som griper tag i medlemmarna under dans med skakningar som följd. 

## Nordvästkusten

### Ekonomi och social organisation

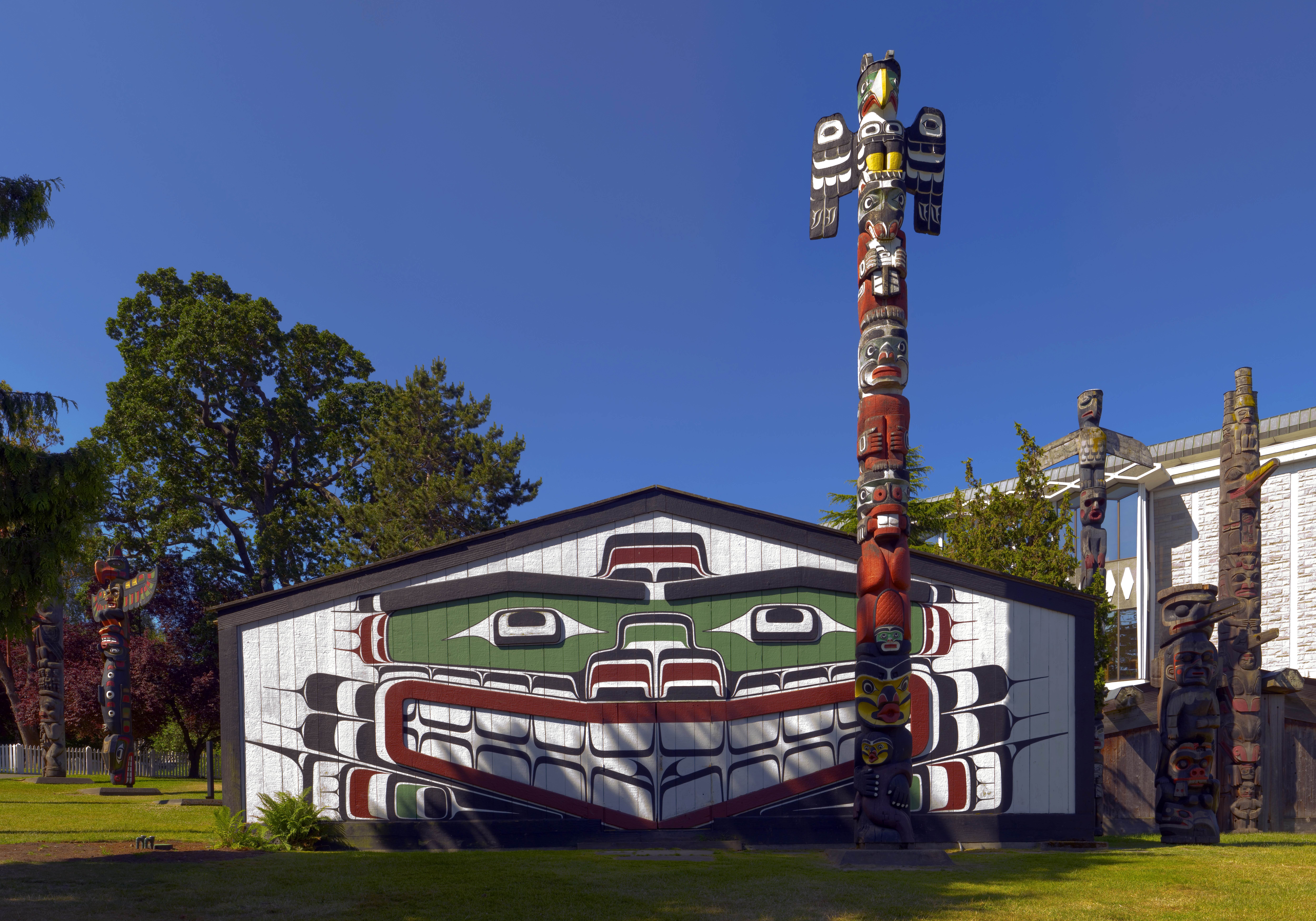
Långhus och totempålar av trä präglade nordvästkustens kulturområde.

Nordvästkustens kulturområde var det tydligast avgränsade av de nordamerikanska ursprungsbefolkningarnas kulturområden. Det återfanns i ett smalt kustområde vid Stilla Havet, i vad som nu är Alaska, British Columbia, Oregon och Washington. Det var ett överflödssamhälle - tätast befolkad av alla de nordamerikanska kulturområdena -  ekonomin baserades på fiske på de fem arterna av Stillahavslax och valfångst. Indianerna på nordvästkusten var organiserade dels i matrilinjära och dels i patrilinjära lokala grupper, klaner. De viktigaste klanerna var Tlingit, Haida, Kwakiutl och Chinook. 
Typiskt för den nordvästra kusten var den hierarkiska strukturen. En klan leddes av en hövding som befann sig i en nästan absolut maktposition. Dessutom fanns det tre klasser: adeln, folket och slavarna. Slavarna utgjorde cirka 15–25 procent av den totala befolkningen. Tillhörigheten till en klass bestämdes av födseln. Det var dock inte fixerat för alltid, utan kunde ändras. Slavar skaffades främst genom räder i andra byar. Samhället karaktäriserades av en hög grad av social stratifiering baserad på nedärvd rang. Den grundläggande sociala skillnaden gick mellan fria och slavar; bland de fria innehade var och en av de vuxna männen en specifik rangställning i lokalsamhället, som han inte delade med någon annan samhällsmedlem. Över honom fanns ett antal män, likaså under honom. Rangen bestämdes av graden av släktskap med den hövding som kontrollerade lokalsamhällets resurser och som därför också förfogade över störst materiella resurser. 
Nordvästra kusten hade många öar, kustslätter, uddar och bergskedjor. Området är täckt av vilda frodiga cederskogar (trädslagen tillhör släktet Juniperus och falska cypresser Chamaecyparis och Callitropsis, som i vardagligt tal kallas cederträd). Invånarna använde cederträ för sin särpräglade snidningskonst. Trots den gemensamma kulturen och de gemensamma sociala föreställningarna om rang, ägande och potlatch tillhörde områdes befolkning inte mindre än fem olika språkfamiljer: tlingit (ett isolatspråk), tsimshian, wakashan, haida och salish.
Den materiella kulturen kännetecknades av konstnärliga träarbeten i de lättarbetade träslagen jättetuja och amerikansk sekvoja vilka användes för att utforma skulpturer, masker och totempålar. Totempålar har blivit mest kända och kallas också heraldiska poster. Det är pålar som indianerna hade snidat djur i. Dessa djur betraktades som personliga heraldiska djur och ett tecken på värdighet hos pålens ägare. Ett annat viktigt kulturellt element var potlatchen. Socialt karaktäriserades området framförallt av potlatchen; ett ceremoniellt gåvogivande där hövdingars materiella resurser gavs bort för att bekräfta gåvogivarens rang och sociala status.  Dessa var offentliga festivaler som fokuserade på utdelning av gåvor. De tjänade i synnerhet till att offentligt bekräfta ranghierarkin. Potlatchen initierades av en viktig hövding som levde i välstånd. Det var också han som delade ut gåvorna. Genom att ta emot dessa gåvor bekräftades värdens ställning. Ursprunget till denna ceremoni står förmodligen att finna i balansen mellan de rika skikten och de mer behövande.

### Religioner
Liksom de nomadiska jägarna i norr hade de bofasta kustkulturerna också djurandar. I vissa grupper fanns en föreställning om en opersonlig högsta makt, som Náwalak bland Kwakiutl. Kulter med havsväsen och jaktriter spelade en viktig roll i kulten, men de utövades vanligtvis bara av hemliga sällskap. Alla vuxna var medlem av ett sådan grupp, medan den individuella andligheten i allmänhet bara var svagt utvecklad. Skyddsandar tillhör också ett förbund, inte en enskild person. Religionen kom främst till uttryck i påkostade invigningsceremonier som de olika sällskapen utförde på vintern. De hade anknytning till den sekulära Potlatch. Invigningsriterna hade ett högt underhållningsvärde för publiken och var teatraliskt utformade med maskdanser, marionetter och olika trollerikonster. Medicinmännen arbetade med liknande medel under helande ritualer för de sjuka. Kollektiva offerritualer för att blidka andarna förekom överallt, och bland tlingiterna offrades ibland slavar för detta ändamål.

## California

### Kultur

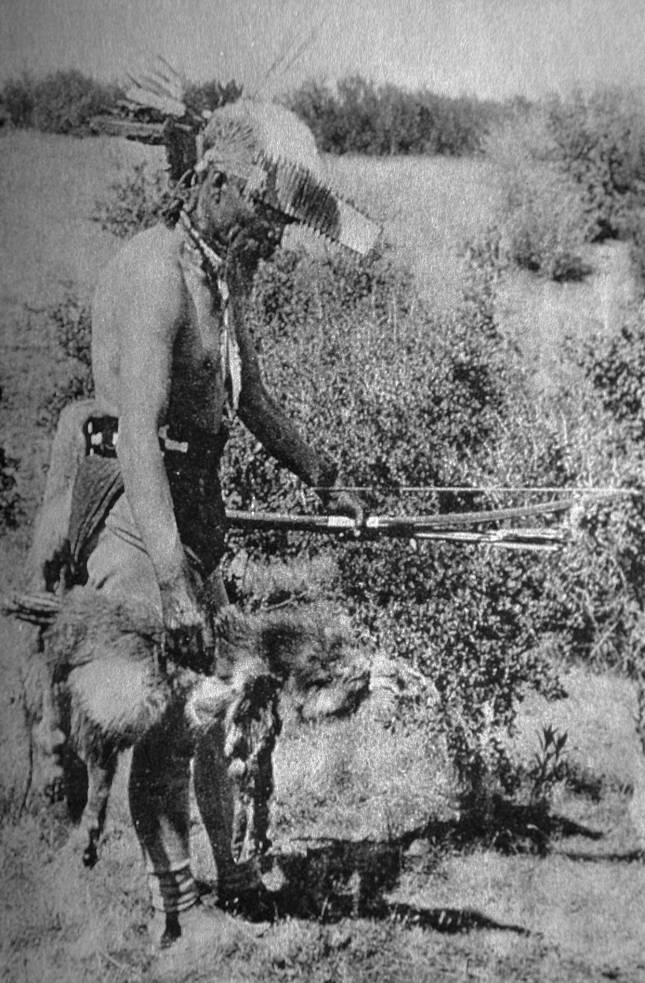
Maidu-dansare med traditionell huvudbonad

Område ligger mellan Stilla havet och Sierra Nevada. Autonoma grupper som bor i området som Pomo, Salinan och Chumash härstammar från flera olika språkfamiljer som Hoka, Penuti och Shoshoner. De geografiska förhållandena är varierande från en skogbevuxen kust till ett ökenområde i söder och sydost. Fokus för födoförsörjningen var insamling av vilda frukter, särskilt ekollon. Särskilt bland den befolkning, som bosatte sig i norra Kalifornien bland dessa Yurok, Karuk, Tolowa, var fiske av vandrande fiskar som lax också av stor betydelse. Grupperna som bodde längs kusten, som Esselen, Salinan och Chumash, jagade säl och samlade snäckor. Chumash jagade också pelagiska fiskar som svärdfisk med sina plankbåtar, kallade Tomol. Dessutom var jakten på smådjur och rådjur av betydelse för de flesta grupper.  Grupperna var för det mesta organiserade i små autonoma lokala grupper, ofta kallade "tribelet" på engelska. De var utan överordnade stamföreningar. De bodde i olika bostäder som gavelhus av plankor eller kupol- eller konformade hyddor gjorda av gräs, bark och sävmattor. De större husen för sammankomster var nedsänkta  i marken. De kaliforniska indianerna är särskilt kända för sin konstfärdiga vävning. Språkgränser stämmer inte överens med gruppernas etniska självbild i Kalifornien.

### Religion
De traditionella religionerna bland ursprungsfolken i California är mycket olika, likheterna är praktiskt taget begränsade till tron på andar utan högre gudar. Ursprungsfplk i norra och centrala Kalifornien nämns för den i stort sett frånvarande, antropomorfa, tron på högre gudar. Sådana trosföreställningar om gudar uppstod troligen ofta genom direkt eller indirekt kristet inflytande. Ofta var de sekulära ledarna i befolkningen ansvariga för förvaringen av heliga föremål. För vissa grupper var kollektiva initiationsriter centrala under puberteten. Dessa riter utövades av hemliga sällskap. I Tololache-ritualen användes Datura inoxia (mexikansk spikklubba) som en drog för att hitta den personliga skyddsanden genom den hallucinogena effekten. I södra Kalifornien förekom användningen av sandmålningar, liksom i sydvästra området.  I den norra delen av Kalifornien var kuksukulten utbredd. I de flesta grupperna fanns det olika religiösa specialister. Medicinmän hade inte en högre social rang förutom personlig prestige på grund av sina förmågor.  Vissa stammar utövade så kallade andedanser, där den åkalla anden ansågs komma till i dansaren genom örat. 

## Great Basin
Som kulturområde omfattar Great Basin landet mellan Klippiga Bergen och Sierra Nevada, i vad som nu är Nevada och delar av Oregon, Kalifornien, Idaho, Wyoming och Utah. Området är torrt med ringa nederbörd vilket format ursprungsbefolkningens livsstil och kultur.
Kulturer
Great Basin ligger söder om platån och kännetecknas också av höga berg och djupa dalar. Området beboddes främst grupperna  av Ute, Paiute och Shoshoner, som alla tre talar närbesläktade numiska språk. Endast Washoe bosatta vid den västra kanten av Great Basin talade ett språk som tillhörde en annan språkfamilj. Det fuktiga klimatet i bergen står i kontrast till de torra, ofta ökenliknande klimatet i dalarna. Den nedre delen av bergen är bevuxen med gräs. Längre upp i bergen dominerar skogarna landskapet. Ovanför trädgränsen samlade invånarna olika örter. De flesta var bosatta i de lägre delarna av bergen. Det var ibland klara matförsörjningen på grund av klimatförhållandena. Kosten bestod av piñonnötter, frön av vildgräs och jaktbyte oftast av mindre jaktbart. Där klimatet tillät bedrevs också en del majsodling i blygsam skala.
Kulturen i Great Basin var ganska homogen och hade knappast förändrats fram till modern tid under de senaste 2000–3000 åren. Bostäder utgjordes av kupolformade hyddor gjorda av böjda grenar och sedan täckta med gräs. Tipier gjorda av hudar, eller täckta med bark eller gren och gräs beklädda. De nomadiska indianerna levde i mycket små grupper, och de tillbringade vintern i grottor eller klippöverhäng. Det var inte bara brist på livsmedel, utan folken hade också en rituell fattigdom, ett drag som präglar många jägar- och samlarkulturer.
Religioner
De etniska religionerna i området var också animistiska, vilket ofta var fallet med jägarfolk, men andarna tillmättes i allmänhet liten betydelse och samma sak gällde medicinmännen och rituella  aktiviteter. Detta återspeglar en enkel sociala struktur hos grupperna i befolkningen. Etableringen av soldansen på 1820-talet – som Shoshonerns och Ute övertog från Arapaho – blev varaktig och trots att den förbjöds av både USA och Kanada fram till andra halvan av 1900-talet spelar den fortfarande en viktig roll bland dessa stammar.  De årliga riterna handlade om att bevara växterna, avspeglade också vardagslivets realiteter, eftersom grupper främst baserade sin försörjning på insamling av växter och nötter.  Medicinmannens ansvarade för att jakten på gaffelantilop blev lyckad  och de försökte uppnå detta genom att sjunga vissa sånger. På sommaren hölls en dansceremoni, där man dansade runt ett träd och åkallade en skyddsande med ramsor. Denna dans har format den senare spridda andedansen.

## Nordöstra området
Stora löv- och blandskogar kännetecknar den nordöstra skogsmarken. Området gränsar till St. Lawrencefloden i norr, Cumberland River i söder, Mississippifloden i väster och Atlanten i öster. Detta område beboddes av algonkintalande grupper såsom Shawnee, Powhatan, Menominee, och Sauk och Meskwaki. Irokeser hade sitt eget språk och  Wyandot, som var allierade med dem. Ursprungsbefolkningen i de nordöstra skogsområdena livnärde sig huvudsakligen på odling, särskilt majs, bönor och pumpor. Längs kusten förekom fiske och jakt. I de västra delarna av området var skörden av vildris av stor betydelse. Folken i de nordliga skogarna var kända för sin användningen av lönnsocker.

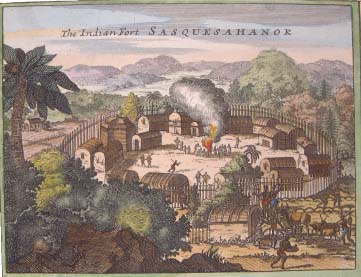
Europeisk avbildning från 1671 av de irokesisktalande susquehannockernas befästa by.

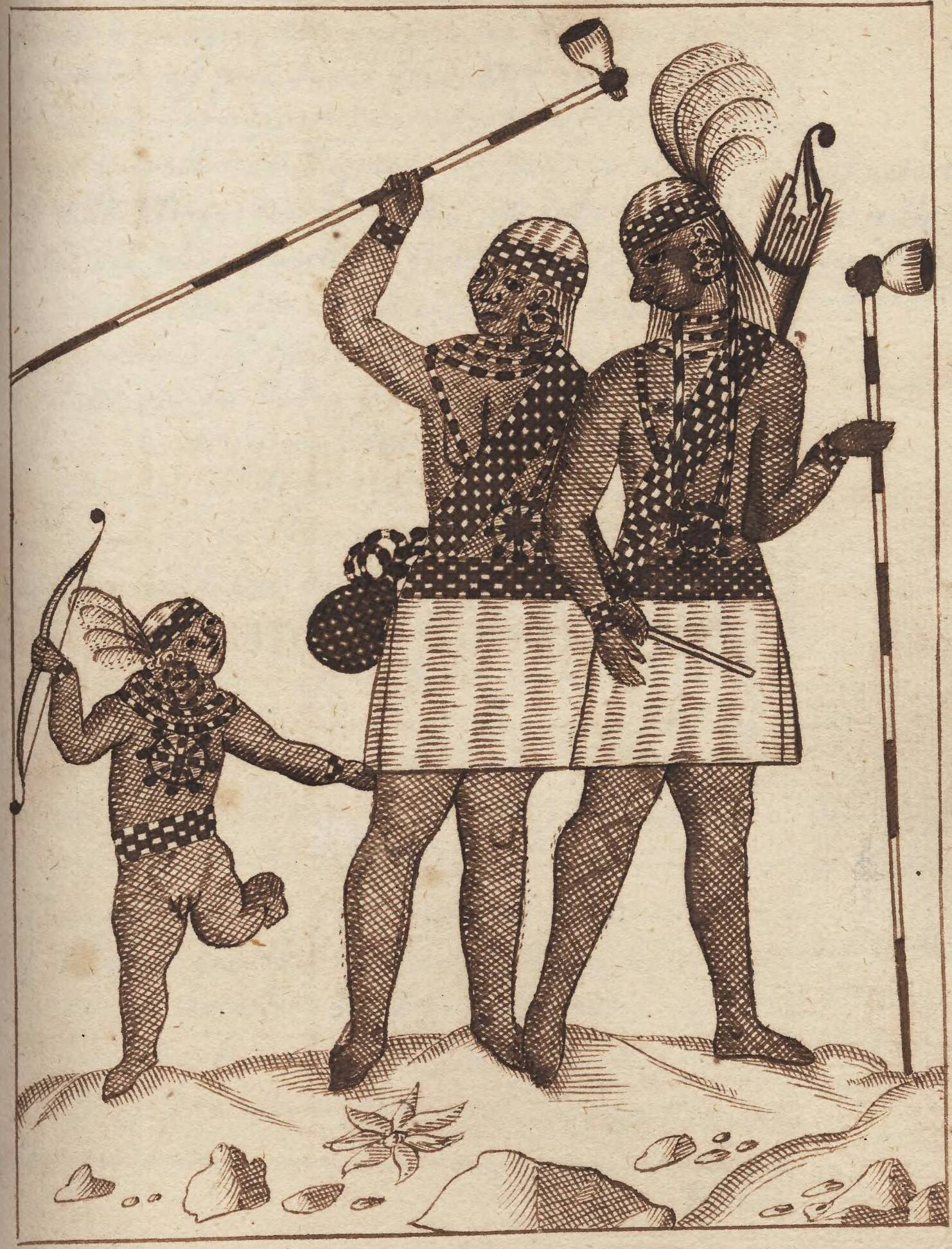
Pedher Lindeström tecknade på 1650-talet denna familj i kolonin Nya Sverige. De tillhör antingen Lenape- eller Susquehannockerfolken, vilka båda var i kontakt med den svenska kolonin.

Befolkningen i det nordöstra skogsområdet hade två olika livsstilar, dels de irokesiskttalande folken som praktiserade hackbruk med odling av den klassiska triaden majs, bönor, pumpor. Irokesfolken delade ett kulturmönster baserat på fiske och hackbruk, stora befästa byar, rituell tortyr och kannibalism av fångar, ceremonialism. Jordbruk innebär oftast individuellt markägande men det var inte fallet i området. Marken var tillgänglig för vissa familjer vid tiden för utvecklingen, men kände ingen ägare. Åkrarna flyttades regelbundet för att ge bättre skördar. De hade ett matrilinjärt släktskapssystem. Bostäderna var antingen långhus eller kupolformade wigwams. De bofasta jordbrukarna hade en mer komplicerad släktskapsstruktur med ärftliga hövdingar. Bland irokeserna bildade flera kärnfamiljer exogama matrilinjära grupper, som bodde i ett gemensamt långhus, där  20–200 personer bodde. Det speciella med irokeserna var att folket var en sammanslutning av fem stammar, Seneca, Cayuga, Onondaga, Oneida och Mohawk, med huvudsyftet gemensamt försvar.
De algonkintalande folken levde oftare av jakt- och fångstkultur. Jägare-samlarna, som inte odlade så mycket jord, var organiserade i lokala mindre grupper. Algonkinfolken hade ett patrilinjärt släktskapsystem, De var mer beroende av hackbruket ju länge söderut inom kulturområdet de bodde. Längst i norr odlades bara tobak, längre söderut tillkom hackbrukets triad. Folken vid kusten och de Stora sjöarna ägnade sig åt fiske. Deras årscykel varierade med naturen under året. När någon naturresurs fanns i riklig mängd (till exempel vid vårens fisklek) samlades olika grupper i större koncentrationer. Under andra delar av året spreds familjegrupperna ut över försörjningsområdet, för att försörja sig på knappare eller mindre lättillgängliga resurser (till exempel jakt på älg). 

### Områdets historia
De europeiska kolonisatörernas ingripande kontakter inom kulturområdet kom att ske på två sätt: pälshandel och bosättning. I bägge fallen av kontakter orsakade  kontakterna omfattande och återkommande epidemier av europeiska sjukdomar mot vilka de saknade motståndskraft. Av detta underminerades ursprungsbefolkningens demografiska vitalitet. Europeiska handelsvaror som järngrytor och järnknivar underlättade livet för befolkningen. Samtidigt orsakade den stegrade efterfrågan på pälsverk till att huvudbytet bävern utrotades inom stora delar av området. Kampen om fångstmarkerna intensifierade konflikterna inom området och de redan krigiska Irokesförbundet lyckades utplåna eller fördriva konkurrerande irokesisktalande nationer. Resultatet blev folkomflyttningar när de fördrivna folken tvingades västerut. Längst i väster inom området var detta en av grundorsakerna till att siouxerna övergick till att leva som Prärieindianer. Hela nordöstra kulturområdet drogs sedan in i de europeiska makternas kamp om hegemonin i Nordamerika. De engelska kolonisternas  aggression ledde tidigt till krig och etnisk rensning, som i första hand drabbade kustfolken (se Kung Philips krig). Vid tiden för det amerikanska frihetskriget var nästan alla folk utom irokeserna fördrivna i området öster om Appalacherna. Motståndet mot den europeiska aggressionen var också intensiv inom området. Det allvarligaste försöket att frigöra sig skedde genom Pontiacs krig 1763.

### Religioner
Med föda i huvudsak från växtriket med vildrisskörd vid de stora sjöarna, och annars skiftande odling präglades de sociala strukturerna av detta. Det bofasta livet gav komplexa strukturer och de stora lokala grupperna den gjorde att den religiösa kulten blev mångfasetterad Nästan alla stammar hade olika sällskap av medicinmän och religionen kretsade kring jordens bördighet och vädret. Individen trodde på en personlig skyddsande, som avslöjades i en dröm eller en vision. Förutom animistiska föreställningar om alla ting var besjälade existerade polyteism bland irokeserna och panteism föreställningen om en gudomliggjord värld som hos de algonkintalande folkens Manitou. Enskilda medicinmän hade i regel bara en funktion som helbrägdagörare vid sidan av föreningarna.  Irokeserna hade en utvecklad mytologi och världsåskådning med många gudar som levde e en himmel med upp till tolv lager, med jorden som en skiva vilande på ryggen av en sköldpadda. Särskilt bland irokeser har den traditionella religionen bevarats modern tid, trots århundraden av kristen mission. Dessutom gav religionen bland långhusens folk upphov till en synkretisk kristen-irokesisk tro, som omkring 25 procent av irokeserna bekänner sig till. 

## Prärien

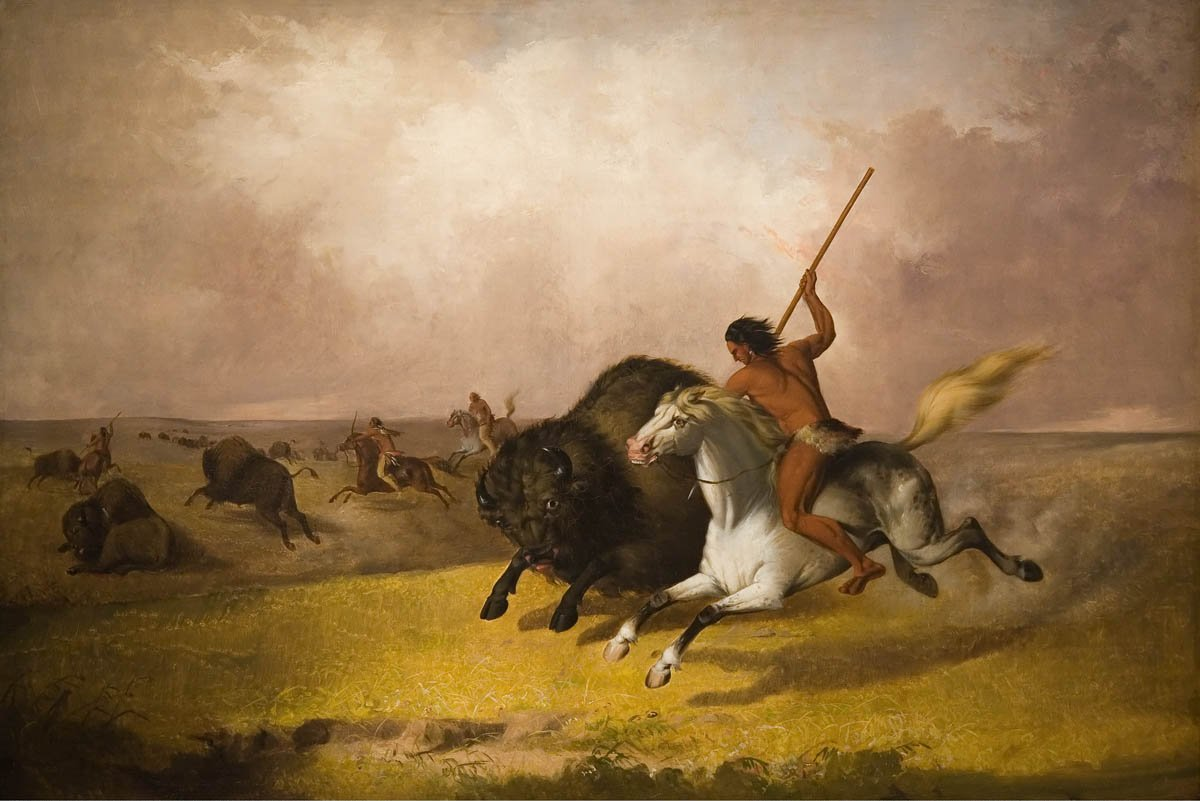
Den från Europa införda hästen var grunden till den kulturform som gjorde Great Plains attraktivt som bosättningsområde för så många folk.

### Kulturer
Detta kulturområde, som ligger i mellersta Nordamerika består av en stor gräsbevuxen slätt. De omfattande trädlösa gräsmarkerna från Klippiga bergen i väster till Mississippifloden i öster, från centrala Kanada i norr ner till Rio Grande i dagens Texas. I området bodde välkända stammar som Kråkindianer (Absarokee), Cheyenne, Lakota, Dakota, Kiowa och Comancher. Stora delar av slätterna var obebodda vid tiden för Columbus upptäckt av Amerika. De besöktes endast i för jakter. Efter att spanska hästar rymt och stulits förändrades detta. De torra klimatet tillät inte odling av jorden, vilket gjorde att invånarna var beroende av nomadisk jakt. Kulturellt blev följden att de inte bodde i permanenta hus utan i så kallade tipis, som kunde monteras ner och sättas upp mycket snabbt. Vissa stammar, som mandaner, föredrog jordhyddor. På slätterna fanns inga organisationer i klaner utan bara lokala grupper. De flesta stammar på slätterna betraktade krigsära som en statussymbol och tog troféer.
Arkeologiska fynd visar att det redan på stenåldern fanns människor som levde av stationär buffeljakt på prärien. Stenåldersjägarna jagade bison genom att driva en hjord i sken och försöka styra dess flykt mot ett stup. Man har bland annat i den kanadensiska provinsen Alberta hittat en sådan jaktplats, Head-Smashed-In Buffalo Jump, som använts från stenåldern in till 1800-talet. 
På 1500-talet fanns det två kontrasterande livsstilar på Great Plains. Längs präriens östra rand fanns det halvpermanenta byar med majsodlare samlade vid stränderna av de största floderna. Västerut fanns det spridda läger ute på prärien med kringströvande människor som levde på buffeljakt. Kulturerna på prärien var starkt influerade av de närliggande kulturerna i skogsområdena. Dakota och Pawnee, var tidigare bofasta jordbrukare som bodde antingen i stora kupolformade jordhus eller i gräs- eller trähyddor. De var då organiserade i klaner. Bykulturens folk bestod av förfäderna till mandaner, hidatsa och arikara vilka bodde längs Missouriflodens stränder samt förfäderna till pawnee-, wichita- och caddotalande grupper vilka bodde längs Arkansasfloden och Red River och dess bifloder. Flera av dessa folk hade på 1500-talet redan använt prärien i hundratals år. De äldsta präriebyar som arkeologerna daterat är från 900-talet. Buffeljägarna var förfäder till svartfotsindianer, shoshoner och andra folk. De från historisk tid kända prärieindianerna som sioux, cheyenner och arapaho bodde en gång i tiden i kanten av prärien. En del vandrade in från skogsområdet i nordost, medan andra som kråkindianerna bröt sig ur hidatsa och blev buffeljägare istället.

### Religioner

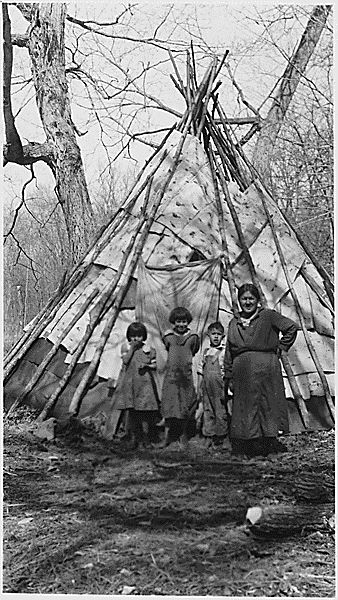
Indiankvinna med barn framför en tipi cirka 1938

Religionerna bland urfolken på prärien var alla animistiska – djur och särskilt bufflar, örnar och hästar ansågs besjälade och utrustade med olika krafter. Deras andar spelade en viktig roll som  i sökandet efter skyddsandar i individuella visioner. Många föremål ansågs som heliga till exempel  fredspipan. I'Hos de flesta grupperna fanns också idén om en allt genomträngande, magisk livskraft jämför: Manitu (Algonquin), Wakȟáŋ (Sioux), Maxpe (Absarokee), diyi ́ (Apaches), som också var panteistiskt vördad av Algonquin- och Sioux-folken som ett allomfattande, gudomligt väsen. Eftersom bosättningen på slätterna ägde rum först efter det att hästen hade spritts i grupperna, var dessa religioner relativt unga, synkretiska trosuppfattningar av olika element från jägar- och jordbrukskulturer. Dessutom  finns mindre influenser från kristendomen. Alla stammar hade heliga män som sades ha övernaturliga krafter. De fungerade som helbrägdagörare, särskilt vid allvarligare sjukdomar, men också som rådgivare till stammens äldste. Dessa religiösa experter hade mäktiga bundsförvanter i andevärlden, de åtnjöt ett högt anseende. De utövade också jaktmagi, spårade upp fiender och förlorade saker. Individuella och kollektiva ceremonier var högt utvecklade i präriekulturerna. Ceremonier bestod av enkla handlingar som ceremonin i svetthyddan men kunde vara också veckolånga. Tabun och bruk av tobak spelade en viktig roll i alla dessa riter. Den viktigaste riten var soldansen på sommaren. Soldansen förknippades ofta med frivillig tortyr. Dansen spelar fortsatt en viktig roll för många traditionsbundna av olika ursprungsnationer. Förutom manliga hemliga sällskap fanns kvinnosällskap, som spelade en viktig roll som bevarare av kunskap, och i utförandet av fruktbarhetsritualer och i den (andliga) förmågan att dra till sig bufflar. 

## Sydöstra området

### Kulturer
Inom detta stora område mellan Appalacherna och Floridas Everglades varierade naturen mellan flacka kustslätter och kuperade utlöpare och områden med av bergskaraktär. Området beboddes av fleras stora indiannationer. Främst de så kallade fem civiliserade stammarna: Cherokeser, Muskogee, Seminoler, Choctawer och Chickasawer. En annan välkänd stam i området var Natchez.

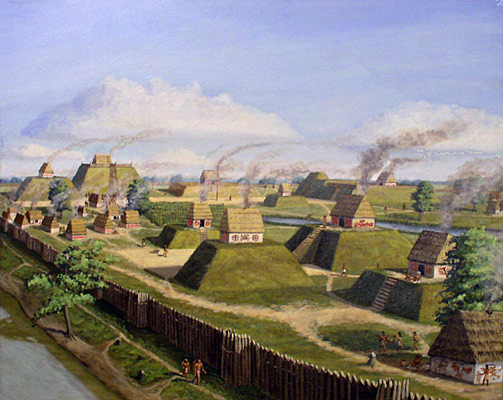
Förhistoriskt högkultursamhälle. Kincaid Site in Massac County, Illinois, mälning.

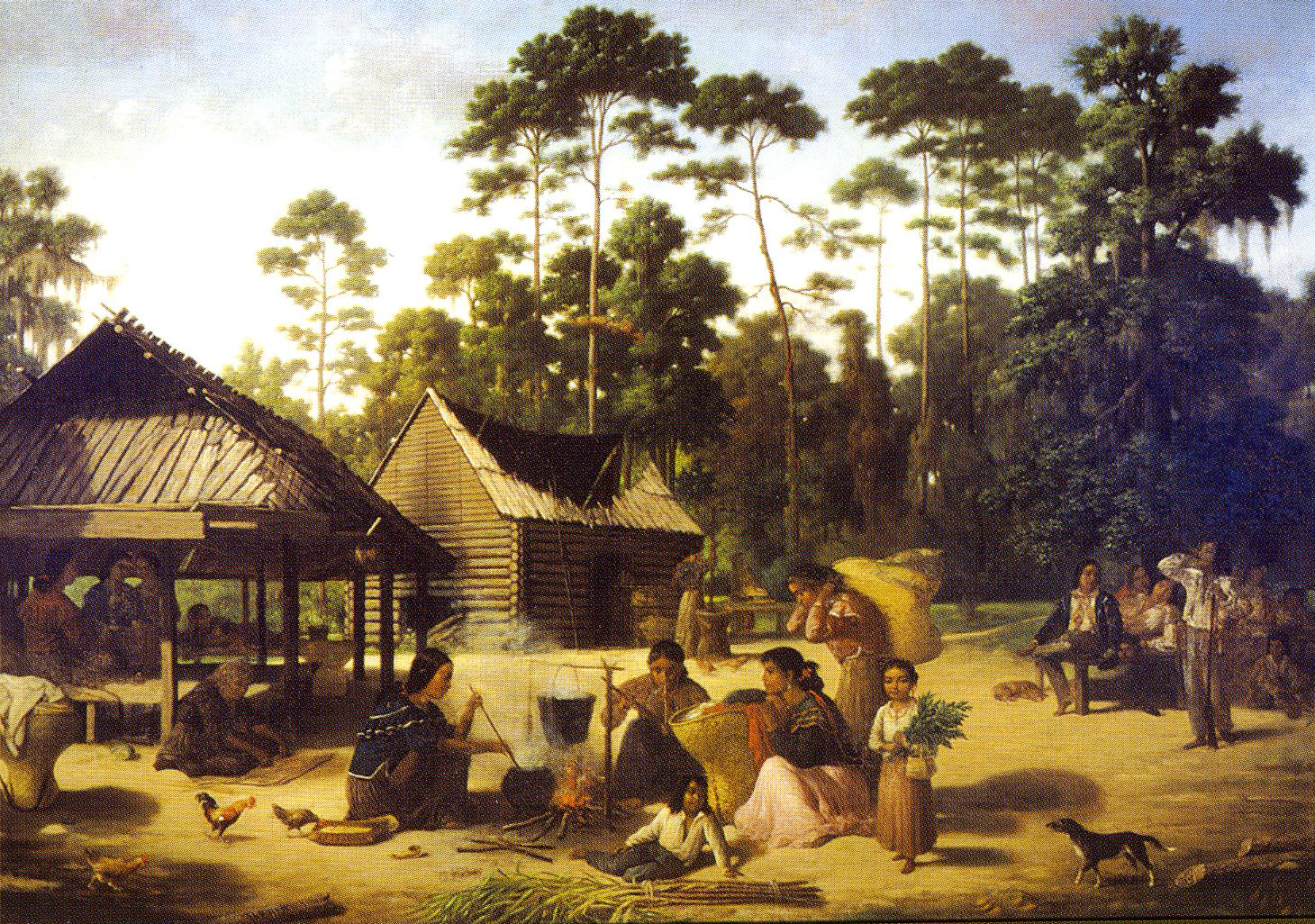
Traditionell choctawby från historisk tid i Louisiana.

Det sydöstra skogsområdets befolkning bodde i vad som idag utgör stora delar av de amerikanska sydstaterna. Detta kulturområde kännetecknas av kraftig historisk diskontinuitet och väldigt få historiska och  socialantropologiska källor. De samhällen som är beskrivna av de första europeisk upptäcktsresandena kan genom arkeologiska källor visas ha en månghundraårig oavbruten följd från åtminstone år 1000.
Med undantag för Calusa var alla etniska grupper som bodde här jordbrukare och jägare. Calusa livnärde sig som samlare och fiskare. På somrarna bodde folket i de sydöstra skogarna i ljusa, rektangulära sommarhus. På vintern flyttade de in i runda, mer solida hus. Begreppet de fem civiliserade stammarna förklaras av deras högt utvecklade hantverksskicklighet och av deras komplexa samhällssystem men främst av tendenser att acceptera den europeiska livsstilen med privat jordägande och slavplantager. De var mestadels organiserade i matrilinjära klaner ofta organiserade i olika totem eller lokala grupper. Viktiga för kulturens organisation var således totemism. Samhällena präglades av dualism. En del grupper delade samhället i två halvor, de så kallade modelarna. Samhällena var organiserade som hövdingadömen. Stammarna leddes av heliga hövdingar som kombinerade sitt ämbete med prästadömet. De utmärktes av ett väl utvecklat jordbruk, en stor befolkning och en hög befolkningstäthet. Samhället var stratifierat med en centraliserad ledning och avancerade religiösa idéer (se Mississippikulturen). Europeiska sjukdomar som smittkoppor mässling och påssjuka decimerade befolkningen. Ett demografiskt och socialt sammanbrott förstärktes av slavräder och ledde till samhällskollaps. 
Vid slutet av 1600-talet framträder därför kraftigt omstrukturerade samhällen. Många tättbebyggda orter hade försvunnit, socialt och religiöst betydelsefulla ceremoniplatser hade upphört att fungera, social stratifiering och centralmakt hade dött bort och ersatts av mer egalitära samhällstyper förenade i stammar och stamförbund. I slutet av 1700-talet började starka ackulturativa rörelser vilka medförde en omfattande anpassning till en den euro-amerikansk livsstilen. I södern utvecklades slavekonomi  med plantager för odling av form av stapelvaror. Denna utveckling väckte starkt inre motstånd i stammarna från traditionalistiska grupper. Det mest bekanta uttrycken för detta motstånd var det creekiska inbördeskriget 1813-1814. Begreppet de fem civiliserade nationerna myntades för att beskriva de nationer som gick längst i anpassning. Trots detta så utsattes  stammarna för den etniska rensning som bemyndigades genom Indian Removal Act 1830 och som genomfördes av president Andrew Jackson. Folkomflyttningen till Indianterritoriet i Oklahama var en smärtfylld erfarenhet med många dödsoffer som fått namnet tårarnas väg.
Religioner
Religionerna i sydost påverkades av förhållandet mellan människa och natur. Världen styrdes av ett stort antal mytiska naturandar, jättar, monster, dvärgar och trickster – som den store kaninen Manäbusch. Människorna trodde på ett liv efter döden. De dödas själar stannade i närheten av bosättningarna och försökte få sällskap av de levande på sin resa till livet efter detta. Riterna vid begravningar var utstuderade och fyllde två syften. De skulle skydda de levande, och hedra minnet av de döda. Döden var inte ett naturligt fenomen, utan orsakades alltid av onda andar. Religionerna och de sociala strukturerna var mer komplexa än i nordöstra skogsområdet. Vid sidan av andevärlden fanns det i nästan alla grupper en monoteistisk eller  henoteistisk tro på höga gudar, vanligtvis en solgud. Förutom medicinmän – som botade sjuka, gjorde spådom, påverkade väder och utövade jaktmagi – hade flera stammar en organiserad prästkast som var ansvariga för de stora festivalerna för fruktbarhet, som Cherokesernas Green Corn Festival.

## Sydvästra området

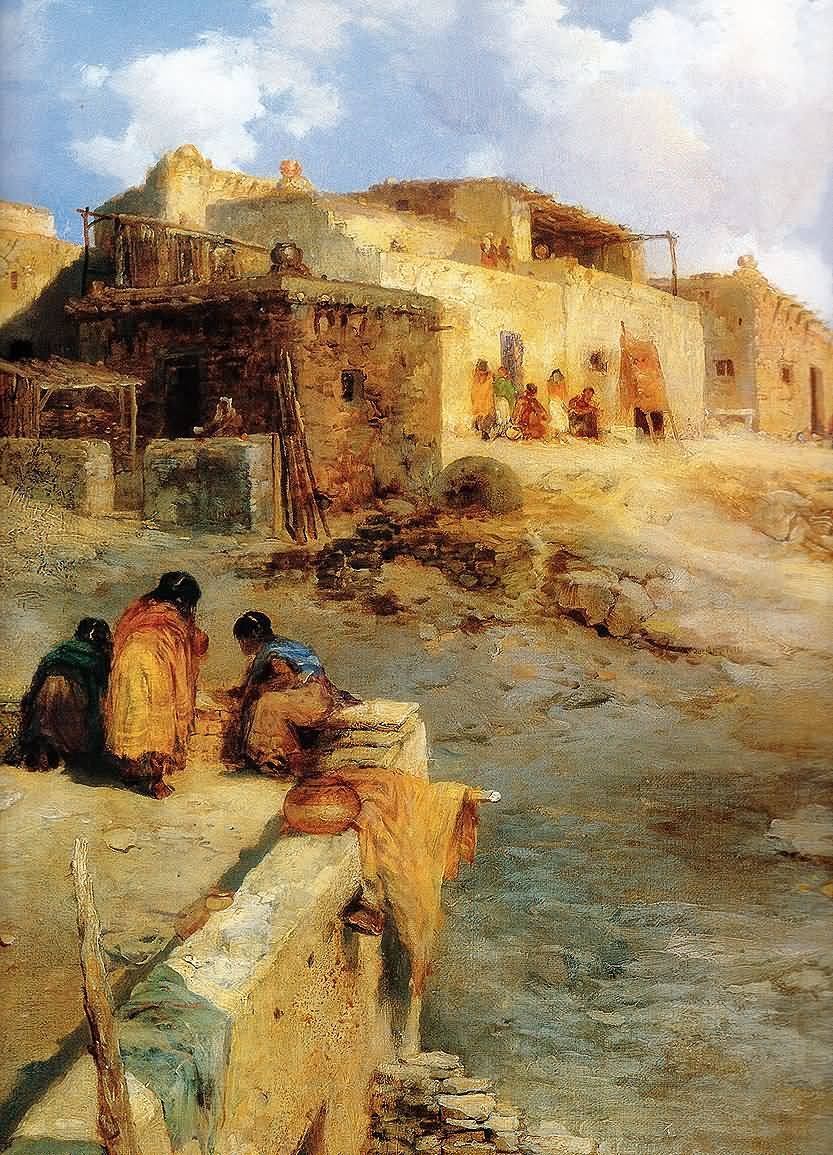
Puebloindianerna bodde i flervåningshus i stora samhällen.

Det sydvästra området består av halvöknar, öknar och savanner, i huvudsak de amerikanska delstaterna Arizona och New Mexico samt norra Mexiko. Här fanns flera olika kulturer. Å ena sidan fanns det halvnomadiska samlare och jägare, och å andra sidan högt utvecklade bofasta jordbrukare. Viktiga stammar var de etniska grupperna diné (Navajo), Hopi, Zuñi och Apache. Detta kulturområde omfattar apacher, puebloindianer och kulturellt närbesläktade grupper. Puebloindianerna var hackbrukare som bott i området under mycket lång tid. De bodde i stora tättbebyggda samhällen och hade en likartad materiell kultur fast de talade många olika språk. De apachiska folken talade närbesläktade athabaskiska språk. De kom till området omkring  1100 e.Kr. och var i grunden jägare-samlare. Efter att ha fått tillgång till eldvapen och krut genomförde ofta överfall på de bofasta puebloindianerna. En apachisk grupp kom med tiden att i ekonomiskt hänseende inta en mellanställning mellan bofasthet och nomadism. Det var navajoerna vilka blev jordbrukare och herdar. En mer ursprunglig ökenkultur av jägare-samlare fanns i områdets västra delar och uppbars av yavapai, havasupai och mohave.
Odling var endast möjlig tack vare sofistikerade bevattningssystem. Förutom de vanliga grödorna majs, bönor och pumpor odlade indianerna i sydväst även bomull. En speciell produkt av de bofasta Pueblokulturerna som Hopi och Zuñi, var keramik. Pueblos var bosättningar i fast lådformade hus i stora byar byggda av torka lertegel (adobe). Bosättningarna växte sig större med tiden.
En del av jägarna och samlarna bodde i enkla vindskydd. Andra bodde i så kallade hogans (t.ex. Diné). Hogans var åttkantiga och kupolformade. Apacherna bodde i wickiups. Wickiup är ett ord från de algonkinska språken,. Det var enkla grenhyddor använda av olika stammar i sydväst - särskilt apacherna. Samlarna/jägarna var organiserade i lokala grupper (band), men de var också organiserad i klaner. Dessa nomadfolk hade inte många riter vilket skilde dem från folken som bodde i pueblos, som utövade komplexa ceremonier. Tiden vid slutet av 1400-talet innebar stora förändringar i området. Då försvann viktiga kulturer, som  Anasazi, av skäl som fortfarande är oklara men till en del berodde på en torkperiod. De lämnade efter sig imponerande bosättningar i flera våningar, som har blivit populära turistattraktioner. De stora migrationer som en del av befolkningen i detta område gjort var betydande. Förfäderna till dinéerna och apacherna hade till exempel flyttat från ett område i nordvästra delen av dagens Kanada ner till sydvästra USA.

### Religioner
De traditionella religionerna i sydväst existerar fortfarande. De skiljer sig från alla andra religioner i Nordamerika, genom att det inte finns någon tro på djurens skyddsandar. Dessutom är tydliga influenser från de centralamerikanska civilisationerna synliga, särskilt bland olika pueblokulturer. Hos dessa bofasta bönder har universum en direkt koppling till folkets livsstil. Varje stammedlem måste delta i de kollektiva ceremonierna för att säkerställa folkets välfärd. Utan detta deltagande trodde man att hela den kosmiska ordningen skulle kunna kollapsa. De kulterna leds av speciella ceremoniella sällskap. Centralt för bondefolken var regn, och att skapa regn var meningen med kulten.  Pueblofolk utövar fortfarande en uttalad förfäderskult, som framför allt uttrycks i den ceremoni som kallas Kachina. Kachina är förfädernas andar och folkets beskyddare, Kulten praktiseras av Zuni och Hopi.  Yuma liksom präriefolken trodde på en enda besjälande princip som styr universum. Viktiga för deras idéer var drömmarna, som kom till uttryck i myter och ceremonier. Att drömma var absolut överordnat, och drömmarna skänkte kraft till och var överordnade andra aktiviteter.  Papagos intog en mellanställning mellan pueblofolk och Yuma. För ursprungligen nomadiska senare bofasta navajofolket, som var det talrikaste folket i sydväst, var deras värld mellan fyra heliga berg ett enhetligt animistiskt system, där varje element spelar sin egen roll. I världen förenas gott och ont i kosmisk harmoni, och ceremonier syftar till att bevara det goda eller bekämpa det onda, det vill säga välsignelse-, renings- och helanderitualer, där bland annat långa mytiska sånger reciteras och stora sandmålningar tillverkas och förstörs igen.  Navajo och apacherna, som är nära besläktade har bevarat många myter från sin arktiska förhistoria, förutom ett starkt inflytandet från pueblokulturen.